# Сацума (феудална област)
Област Сацума (јап. 薩摩藩“Satsuma-han“) позната и као област Кагошима, била је једна од феудалних области током Едо периода у Јапану. Налази се на острву Кјушу и данас припада префектури Кагошима. Главни град је Кагошима. 
Центар управе налазио се у замку Кагошима док је годишње финансирање износило 770.000 кокуа. Сацума је био други хан по јачини одмах испод области Кага.

## Историја
Породица Шимазу управљала је Сацума ханом скоро четири века све до Едо периода. Упркос оштром критиковању од стране Тојотоми Хидеошија током Кјушу кампање 1587. године, остали су један од најмоћнијих кланова на острву. Током одлучујуће битке код Секигахаре, 1600. године, клан Шимазу се борио на стране поражених али ће и даље током неколико стотина година бити један од најмоћнијих феудалних области Токугава шогуната. Током Едо периода област је водио тозама даимјо Шимазу клана.

### Рјукју
Године 1609, Шимазу клан је затражио дозволу од шогуната да изврши инвазију на краљевство Рјукју која се налазила на југу. Након кратког напада где становници Рјукјуа нису пружили превише отпора Сацума хан је присвојио неколико њених острва дајући јој ентитет вазалне државе. До краја Едо периода Сацума намеће своју политику и контролише у трговинским пословима. С обзиром на политику затварања граница, сакоку, Сацума је захваљујући Рјукјуу имао привилегију трговине кинеском робом добијајући приде информације о остатку света. Степен економске користи која је имала област Сацума и степен потлачености који је осећао Рјукју су теме многих дебата међу историчарима али једно је сигурно. Политички престиж и репутацију који је Сацума хан стекао путем овог односа се не доводи у питање. Шимазу клан је настављао да одржи ту њихову јединствену предност да има целу једну државу под својом контролом као вазалну државу доприносећи им на разне начине и учвршћујући позитивну репутацију на двору која им је обезбедила дугу владавину области.

### Едо период
Мада није била најбогатији хан у Јапану, Сацума се могла похвалити да је била једна од богатијих и снажнијих области током Едо периода. Не само због повезаности са острвима Рјукју већ и због величине, продуктивне снаге и добара које је производила. Ишло јој је и у корист даљина и одвојеност од града Еда па није била толико контролисана од владе и шогунове војске. Шимазу клан је имао позитиван утицај на шогуна па су им били дозвољени неки уступци. Добили су право да изграде још замакова ван лимита од једног којим шогун ограничава ханове контролишући на тај начин њихову војну моћ (од страха од могућих побуна). Имајући то у виду област прави замкове у својим вазалним областима стварајући тако мини-шогунате са њом на челу. Као још једну привилегију добили су право заобилажења правила „санкин котаи“ (донета у циљу контролисања моћи и богатства дамијоа). Под овим законом сваки феудални господар је био обавезан да једном годишње отпутује за Едо и тамо проведе одређено време ван свог хана и својих војних снага. Сацумин даимјо је захваљујући својим везама са шогуном морао да иде на сваке две године што им је донело још новца и моћи наспрам осталих области. 
Иако ће се показати да је област Сацума ипак била против шогуната, домен се и те како показао верним у строгом извршавању закона донетим из Еда. Када су први хришћански мисионари дошли у Јапан виђени су као озбиљна претња Јапану па је шогун забранио бављење овом религијом под најстрожијом казном која је укључивала мучење и смрт. Од свих области, Сацума је најстрожије кажњавао вернике које су упражњавали хришћанство понекад чак и бруталније него било која област у архипелагу. Међутим као супротност томе кршење закона за кријумчарење никад није била превише строго кажњивана јер је област добијала корист од страних производа чак и ван Нагасакија (једине под одређеним условима отворене луке) који је био под контролом шогуната. У годинама око 1830те Сацума је илегално трговао са Окинавом обнављајући своје фондове захваљујући Зушу Хиросатоу који је служио као каро у хан влади.

### Бакумацу
Сацумин даимјо, који је владао педесетих година 19. века Шимазу Нариакира, био је веома заинтересован за Запад и њену технологију и залагао се за отварање земље. У то време, контакти са западњацима су се учесталили нарочито у области Сацума где су западни бродови често допловљавали на острва Рјукју и то не само по питању трговине већ и због успостављања дипломатских односа. Да би повећао свој утицај на шогунат, Нариакира организује брак између шогуна Токугава Ијесада и његове усвојене кћери Ацухиме (касније познате као Теншоин). 
У првој години Ијесадине владавине, 1854. године, комодор Метју Пери је пристигао у Јапан и присилио Јапан да прекине политику изолације. Када су споразуми потписани, првенсвено Харисов уговор, Јапан се нашао у неповољном положају. Исте године умире и Ијесада и Нариакира, а Нариакира пре смрти успева да именује свог нећака Шимазу Тадајошија за наследника. Како је Тадајоши још био дете, тако је његов отац Шимазу Хисамицу преузео вођство Сацума хана у своје руке. 
Хисамицу је поштовао политику „Кобу гатаи“, у преводу "јединство између шогуната и царског двора" па је брак између следећег шогуна Токугава Ијемочија и принцезе Казу (Казуномије) била велики успех за његову политичку фракцију. Међутим та политика ставља област у необичан положај будући да све више расте радикалније мишљење „Сонно џои“ политике (Подржимо цара, протерајмо варваре) са области Чошу на челу као најгласнијег поборника. 
Године 1862, током Намамуги инцидента, један Енглез је убијен од стране самураја из Сацуме што ће довести до бомбардовања Кагошиме од стране британске Краљевске морнарице исте године. Иако је област Сацума успела да се одупре нападу, догађај је показао колико је неопходно да Јапан у најскорије време почне да улаже у западно наоружање и реформу војске. 
У међувремену фокус Јапанске политике се пребацује на Кјото где почиње право политичко превирање. Шогунат задужује области Сацума и Аизу да чувају империјалну палату против снага Сонно џои покрета резултирајући сукобом који ће се касније у историји називати Кинмон инцидент или инцидентом код царске капије 1864. године. Након те борбе, шогунат је уз помоћ вођства Саиго Такаморија одлучио да казни округ Чошу за околности коги су довели до првог Чошу похода, али је Саиго одлучио да избегне војну интервенцију дозволивши да се ситуација изглади тако што ће дозволити сепуку троје најважнијих људи одговорних за сукоб. 
Када је шогунат решио да коначно порази округ Чошу у „Другом походу на Чошу“ , следеће године, Саиго Такамори и Окубо Тошимичи одлучују да промене стране. Чошу и Сацума се уједињују, ствара се Сатчо алијанса а као посредник и сведок наћи ће се Сакамото Рјома, неутрални самурај из округа Тосе.
Друга борба ће се показати као катастрофална по шогунат. Скоро у истом периоду шогунат је поражен на бољном пољу али и у палати, јер шогун Ијемочи умире од берибери болести у Осаки. Следећи изабрани шогун наредиће престанак борби. 
Упркос труду како би реформисао владу нови шогун не успева да контролише све више растући покрет која се залагала за рестаурацију царске владавине. Чак и када је напустио позицију владајућег тела у Јапану борбе су се још увек наставиле што је кулминирало у грађански рат па је 1868. године шогун, поражен побегао у Едо. Тада је Саиго Такамори одвео своје јединице у Едо где је осигурана мирна предаја власти цару. Бошин рат је трајао све док последње јединице шогуната нису поражене 1869. године.

### Меиџи период
Влада Меиџи периода, која је оформљена после ових догађаја била је састављена понајвише од људи из области Сацума и Чошу. Људи из ових области доминирали су политиком све до Првог светског рата, међутим услед новог поретка где су класе изједначене и нема више потребе за војном снагом мачевалаца, самураји округа Сацума су се још једном окупили под Саиго Такаморијем 1877. године и започели сукоб познат као Побуна Сацуме. 

## Листа даимјоа
Наследни даимјо је главна владајућа фигура округа.
1. Шимазу Ијехиса (јап. 島津家久) 1602–1638
2. Шимазу Мицухиса (јап. 島津光久) 1638–1687
3. Шимазу Цунатака (јап. 島津綱貴) 1687–1704
4. Шимазу Јошитака (јап. 島津吉貴) 1704–1721
5. Шимазу Цугутојо (јап. 島津継豊) 1721–1746
6. Шимазу Муненобу (јап. 島津宗信) 1746–1749
7. Шимазу Шигетоши (јап. 島津重年) 1749–1755
8. Шимазу Шигехиде (јап. 島津重豪) 1755–1787
9. Шимазу Наринобу (јап. 島津斉宣) 1787–1809
10. Шимазу Нариоки (јап. 島津斉興) 1809–1851
11. Шимазу Нариакира (јап. 島津斉彬) 1851–1858
12. Шимазу Тадајоши (јап. 島津忠義) 1858–1871

## Познате личности области Сацума
Сенгоку период
- Шимазу Јошихиро
- Нииро Тадамото

Бакумацу период
- Саиго Такамори
- Окубо Тошимичи
- Комацу Татеваки
- Теншоин

Побуна Сацума
- Беппу Шинсуке
- Кирино Тошиаки

Политичари и дипломате Меиџи периода
- Курода Кијотака, други премијер Јапана
- Мацуката Масајоши, четврти и шести премијер Јапана
- Јамамото Гоннохјое, двадесет други премијер Јапана
- Мори Аринори
- Макино Нобуаки
- Ниши Токуџиро
- Терашима Муненори
- Саиго Цугумичи, млађи брат Саиго Такаморија
- Мичима Мичицуне
- Нарахара Шигеру

Јапанска царска морнарица
- Того Хеихачиро
- Санејоши Јасузуми
- Кавамура Сумијоши
- Катаока Шичиро
- Шибајама Јахачи
- Такешита Исаму
- Нире Кагенори
- Камимура Хиконоџо
- Иџуин Горо
- Ито Сукејуки
- Иноуе Јошика
- Кабајама Сукенори
- Самеџима Казунори

Јапанска царска војска
- Уехара Јусаку
- Нозу Мичицура
- Ојама Ивао
- Кавамура Кагеаки
- Каваками Сороку
- Такашима Томоносуке

Уметници
- Курода Сеики, сликар

Предузетници
- Годаи Томоацу